# Djemaa Beni Habibi
Djemaa Beni Habibi là một đô thị thuộc tỉnh Jijel, Algérie. Dân số thời điểm năm 2002 là 13.032 người.